# Аделинг
Аделинг (пол. Adeling) — остзейский дворянский род и польский шляхетский герб.

## Описание
В серебряном поле червлёная с золотыми наконечником и оперением (или серебряный наконечник и золотое оперение) стрела, сопровождаемая по сторонам пятью розами первой эмали: тремя справа и двумя слева одна над другой.
Нашлемник: Три червлёные розы одна над другой между двух распростёртых крыльев — серебряного и червлёного. Намёт: Червлёный, подложенный серебром. 